# مارتن فن همسکرک
مارتن فن همسکرک (هلندی: Maarten van Heemskerck؛ ۱ ژوئن ۱۴۹۸ – ۱ اکتبر ۱۵۷۴) نقاش اهل هلند بود. همسکرک یک نقاش مذهبی بود و بیشتر عمرش را در هارلم گذرانده بود. او شاگرد یان فن اسکورل بود و در کارهایش از او تأثیر گرفته بود. او چهار سال از عمرش از ۱۵۳۲ را در ایتالیا گذراند و نقاشی‌های بسیاری کشید که مشهورترین شان نقاشی عجایب جهان است.